# ヴィクトリアス市
ヴィクトリアス市は、フィリピンネグロス島西ネグロス州北部に位置する、人口約９万人の市であり、２６のバランガイ（自治会）から成る。
昨今、市の活性化施策として観光開発を重視し、サトウキビ生産と製糖に過度に依存した経済からの脱却を目指す手段として観光促進を図っている。

## 地理
ネグロス島の西ネグロス州北部に位置し、州都であるバコロドからは34キロ離れている。面積は13,390ヘクタール。

## バランガイ
ヴィクトリアス市は、２６バランガイで形成されている。バランガイとは、日本で言うところの行政区。以前バランガイは、”バリオ”と呼ばれていた。
- バランガイ
- バランガイ2
- バランガイ3
- バランガイ4
- バランガイ5
- バランガイ6
- バランガイ6A
- バランガイ7
- バランガイ8
- バランガイ9
- バランガイ10
- バランガイ11
- バランガイ12
- バランガイ13
- バランガイ14
- バランガイ15
- バランガイ15A
- バランガイ16
- バランガイ16A
- バランガイ17
- バランガイ18)
- バランガイ18A
- バランガイ19
- バランガイ19A
- バランガイ20
- バランガイ21

## 歴史
ヴィクトリアスのまちの中心部は、かつてマリハウ川の河口の漁場であるダアンバノワ（旧都）にあり、スペイン統治時代初期は、トゥグカガワンと呼ばれていたが、その後マリハウに変更された。その名は、マリハウ川に群生しているマリハウの木（マングローブの一種）にちなんで付けられたものである。
”ヴィクトリアス”という名前は、マリハウ川から現れ、まちの人々を海賊の侵入から救ったと信じられていた女性（ヌエストラ・セノーラ・デ・ラス・ヴィクトリアス）から取った名前と言い伝えられている。

## 行政
市長、副市長と37の部署から成る。

### 市長
- フランシス・フレデリック・Ｐ・パランカ≪2013年7月1日就任、現在2期目≫

### 副市長
- ェリー・Ｌ・ジョーヴァー≪2013年7月1日就任、現在2期目≫

※フィリピンでは、副市長も市長同様選挙にて選出される。

### 部署
- バランガイ総務事務所
- バランガイ活動に関する実施本部
- 防災予防事務所
- 会計監査
- 管財課
- 農業課
- 予算課
- 統計課
- 総合案内所
- 生活協同組合
- 土木課
- 総務課
- 健康課
- 住宅課
- 人事課
- IT課
- 法務課
- 市立図書館
- 市長室
- 執行許可室
- 計画課
- 検事局
- 福利厚生課
- 会計課
- 副市長室
- 自治省
- 災害対策室
- ガワホンエコパーク事務所
- 廃棄物管理事務所
- 秘書課
- スポーツ文化課
- 観光課
- ヴィクトリアス商業施設

## 教育
ヴィクトリアス市には、大学が2校、高校が7校、小学校が19校ある。
フィリピンの義務教育は幼稚園が1年、小学校が6年、高校が6年(中学校はありません)
フィリピンの学校は私立が多く、裕福層の子どもは私立へ、一般の家庭の子どもは公立へ通う特徴がある。※公立は授業料無料

### 大学
- フィリピン中央州立大学
- ドン・フィリックス記念大学

### 高校
- ヴィクトリアス国立高校
- ヴィクトリアス国立高校ケインタウン分校
- ヴィクトリアス国立高校バランガイⅠ分校
- ヴィクトリアス国立高校ガストン分校
- 西ネグロス州立科学高校
- バランガイエスタド国立高校
- アルフォンソ・サンタ・アナ記念高校

### 小学校
- ヴィクトリアス小学校
- ヴァレンシア小学校
- ヴィラ・ミランダ小学校
- ラ・コンソレーション小学校
- ドーニャ・アンドレア・パランカ小学校
- ガワホン小学校
- エスタド小学校
- エスタド小学校ミミ分校
- アレジャンドロ・アクニャ・クイニャ記念小学校
- ヴィクトリアス北小学校
- ダアン・バンワ小学校
- サルヴァション小学校
- J.L スアレス小学校
- ヴィクトリアス・ミーリング小学校
- ロマーナ小学校
- サンティアゴ・フランコ SR.小学校
- P.A クワイコン小学校
- アマンダ小学校
- ドン・ホセ・ガストン記念小学校

## 観光名所
- ガワホンエコパーク
- ヴィクトリアス製糖工場
- カラバウ スンダル
- アイロン ダイナソー
- アングリー クライスト ミューラル
- ヴィクトリアス ゴルフカントリー クラブ
- ペニャローサ ファーム
- スポーツ＆アミューズメントセンター
- ダアン・バウワ・ポート
- オーガニックマーケット＆パサルボンセンター

## 主な祭事・催事

### マリハウフェスティバル≪4月≫
ヌエストラ・セノーラ・デ・ラス・ヴィクトリアスに敬意を表して毎年行われる祝祭。
この祝祭では、マリハウ川でのヌエストラ・セノーラ・デ・ラス・ヴィクトリアスの奇跡的な出現を再現した演劇が披露される。

### カラマヤンフェスティバル≪12月≫
ヴィクトリアス市の発展のために始まった製糖産業の豊年を感謝する祭り。
この祝祭は、サトウキビかじりやカラバウ（水牛）山車のパレードなど砂糖生産にちなんだイベントが見どころ。
※カラマヤンとは砂糖を意味する。

### カダラグアンフェスティバル≪3月≫
ヴィクトリアス市憲章記念日であう3月21日に毎年恒例で開催される。
祭り期間の一週間は路上で行われるダンスドラマパレード等様々な催し物が繰り広げられる。
※カダラグアンとは勝利を意味する。
　